# 木下春菜
木下 春菜（きのした はるな）は、日本のモデル、画家。北海道函館市生まれ、武蔵野美術大学卒業。

## 略歴
幼い頃から絵を描いていた。 高校は芸術を学ぶ通信制に進学。卒業後は武蔵野美術大学に進み、舞台美術を学んだ。 大学在学中、外出時は車椅子に乗るようになった。 大学４年でモデル活動を始める。2024年初個展「Girl with fins」を函館市で開催した。活動拠点は函館と東京。

## 人物
車椅子ユーザーだが、短距離の歩行はできる。高校時代は髪を茶髪に染めていた。武蔵野美術大学には3カ月の独学で現役合格した。眉毛を全剃りしている。Rakuten  fashion week Tokyo (東京コレクション)に書類審査のみで出演が決まった。

## 活動・出演

### ファッションショー
- Rakuten  fashion week Tokyo (東京コレクション)（2023年）[6]
- 「Next UD Japan 2023」（2023年）[7]

### イベント
- 東京2020パラリンピック競技大会開会式（2021年）

### Web
- 東京都公式Instagram（2021年）
- 「NUD.」イメージモデル（2024年）
- 「ヘラルボニー」ECサイトモデル（2025年）

### ムービー
- 函館市障害者差別解消法啓発動画(主役)（2023年）[8]

### マガジン
- フリーペーパー「CoCoLife」表紙（2021年）

### テレビ
- フジテレビ「めちゃ×2イケてるッ!」（2018年）
- テレビ東京「生きるを伝える」（2021年）[3]
- NHK「ほっとニュース北海道」（2025年）

### 映画
- 「PとJK」（2017年）

### ラジオ
- FMいるか「ごごたす 1時4時」（2025年）[9]

### 展示
- 「Borderless Art  Liaison Unison Empowerment HAKODATE」（2024年）
- 個展「Girl with fins」（北海道、東京で開催）（2024年-2025年）
- 「HAKODATE LOVE ART」（2025年）[10]